# وزارة الدفاع (إندونيسيا)
وزارة الدفاع الإندونيسية (بالإندونيسية: Kementerian Pertahanan اختصارًا Kemhan)‏ هي وزارة حكومية إندونيسية مسؤولة عن دفاع إندونيسيا والقوات المسلحة الإندونيسية. كانت الوزارة تُعرف سابقًا باسم وزارة الدفاع (Departemen Pertahanan Republik Indonesia؛ Dephan) حتى عام 2009 عندما تغيرت التسمية بناءً على القانون رقم 39 لعام 2008 بشأن وزارات الدولة، وتم تغيير اسم وزارة الدفاع إلى وزارة دفاع جمهورية إندونيسيا. الوزير المعين حاليًا هو سجافري شمس الدين، ليحل محل فرابوو سوبيانتو، الذي انتُخب رئيسًا في 21 أكتوبر 2024.
الوزارة هي واحدة من ثلاث وزارات (إلى جانب وزارة الخارجية ووزارة الداخلية) المذكورة صراحة في دستور إندونيسيا، مما يعني أنه لا يمكن حلها من قبل الرئيس.
إذا توفي كل من الرئيس ونائب الرئيس أو استقالا أو أصبحا غير قادرين على أدا واجباتهما، فإن وزير الدفاع، إلى جانب وزير الخارجية ووزير الداخلية، سوف ينفذون بشكل مشترك واجبات الرئاسة حتى يتم انتخاب الرئيس ونائب الرئيس التاليين من قبل الجمعية الاستشارية الشعبية في غضون ثلاثين يومًا.

## التاريخ

### عهد سوكارنو
بعد إعلان استقلال إندونيسيا في 17 أغسطس/آب 1945، شكّلت اللجنة التحضيرية لاستقلال إندونيسيا (PPKI) على الفور أول حكومة رئاسية، والتي لم تضم في حكومتها الأولى وزير دفاع. كانت وظيفة دفاع الدولة آنذاك بيد وزير الأمن العام. في 6 أكتوبر/تشرين الأول 1945، عُيّن [[سوبريادي] [وزيرًا للأمن العام. إلا أنه لم يُعيّن، وحل محله في 20 أكتوبر/تشرين الأول الوزير المؤقت الإمام محمد سولييواديكوسومو.
خلال فترة حكومة صغارر الأولى، كانت وظيفة دفاع الدولة أيضًا تحت سلطة وزير الأمن العام، الذي كان يشغله السيد أمير شريف الدين. ومع ذلك، في حكومة صغارر الثانية، تمت إعادة تسمية وزير أمن الشعب إلى وزير الدفاع الذي كان لا يزال يشغله أمير شريف الدين. في الوقت الذي أصبح فيه السيد أمير شريف الدين رئيسًا للوزراء، كان وزير الدفاع يشغله أيضًا رئيس الوزراء. في فترة حكومة هاتا الأولى، عندما كانت الدولة الموحدة لجمهورية إندونيسيا في حالة طوارئ بسبب ضغط القوات الهولندية، شغل نائب الرئيس محمد حاتا منصب وزير الدفاع المؤقت.

### عهد سوهارتو
في حكومة التنمية الأولى، كان وزير الدفاع والأمن يشغله الرئيس الإندونيسي الجنرال سوهارتو. وفي وقت لاحق فقط في حكومة التنمية الثانية وما بعدها، كانت وظيفة دفاع الدولة دائمًا متحدة مع وظيفة الأمن وكانت تابعة لوزارة الدفاع والأمن حيث كان وزير الدفاع والأمن يخدم إذا لزم الأمر كقائد للقوات المسلحة (Panglima ABRI) (كانت هذه هي الحال أربع مرات خلال رئاسة سوهارتو). في عام 1985، كجزء من إعادة تنظيم واسعة النطاق للقوات المسلحة، بدأت التعيينات العسكرية في مناصب الوزراء وما دونها في الإلغاء التدريجي، مما سمح للضباط المتقاعدين والمدنيين بالخدمة في الوزارة، وتم نقل السيطرة العملياتية على القوات المسلحة مباشرة إلى مكتب الرئيس.

### الإصلاح
في 1 يوليو 2000، أصلحت وزارة الدفاع نفسها بفصل الجيش الوطني الإندونيسي عن الشرطة وكذلك فصل المناصب، حيث يمكن لوزير الدفاع أن يكون من خلفية مدنية ولا يمكنه أن يخدم في نفس الوقت كقائد للجيش الوطني الإندونيسي (بانجليما). يتم تنظيم الدفاع من خلال القانون رقم 3 لعام 2002 بشأن الدفاع عن الدولة والقانون رقم 34 لعام 2004 بشأن القوات المسلحة الوطنية الإندونيسية. ينص القانون رقم 3 لعام 2002 بشأن الدفاع عن الدولة المادة 16 على مسؤوليات وزير الدفاع، على النحو التالي:
- الوزير يتولى قيادة وزارة الدفاع.
- يساعد الوزير الرئيس في صياغة السياسة العامة للدفاع عن الدولة.
- ويضع الوزير سياسة تنفيذ الدفاع عن الدولة على أساس السياسة العامة التي يضعها رئيس الجمهورية.
- يقوم الوزير بإعداد الكتاب الأبيض للدفاع ويضع سياسات التعاون الثنائي والإقليمي والدولي في مجاله.
- يقوم الوزير بصياغة السياسة العامة لاستخدام قوة القوات المسلحة الوطنية الإندونيسية والمكونات الدفاعية الأخرى.

ويحدد الوزير سياسة الميزانية والمشتريات والتجنيد وإدارة الموارد الوطنية، فضلاً عن تطوير الصناعات التكنولوجية والدفاعية التي تحتاجها القوات المسلحة الإندونيسية ومكونات قوات الدفاع الأخرى.
- ويعمل الوزير مع رؤساء الوزارات والهيئات الحكومية الأخرى على تطوير وتنفيذ التخطيط الاستراتيجي لإدارة الموارد الوطنية لأغراض الدفاع.

وفقًا للمادة 18 الفقرة 4، يكون قائد القوات المسلحة الوطنية مسؤولاً أمام الرئيس عن استخدام مكون الدفاع الوطني والتعاون مع الوزير في تلبية احتياجات القوات المسلحة الوطنية الإندونيسية.
التسمية
كانت التسميات السابقة وفترة زمنية هي:
- إدارة الأمن الشعبي (Departemen Keamanan Rakyat) (1945–1946)
- وزارة الدفاع (Departemen Pertahanan) (1946–1962، 1999–2009)
- وزارة الدفاع والأمن (Departemen Pertahanan dan Keamanan) (1962–1999)

## الدور
تتولى وزارة الدفاع مسؤولية إدارة الشؤون الحكومية في قطاع الدفاع، لمساعدة الرئيس في إدارة شؤون البلاد. وفي سياق أداء واجباتها، تؤدي وزارة الدفاع المهام التالية:
- صياغة وتحديد وتنفيذ السياسات في مجالات استراتيجية الدفاع والتخطيط الدفاعي والإمكانات الدفاعية والقوة الدفاعية؛
- تنسيق تنفيذ المهام والتدريب وتقديم الدعم الإداري لكافة العناصر التنظيمية داخل وزارة الدفاع؛
- إدارة الممتلكات/الثروات للدولة والتي تقع على عاتق وزارة الدفاع.
- الإشراف على تنفيذ المهام داخل وزارة الدفاع
- تنفيذ إدارة المرافق الدفاعية.
- تنفيذ البحث والتطوير في قطاع الدفاع.
- تنفيذ التعليم والتدريب في قطاع الدفاع.
- تنفيذ إدارة المنشآت الدفاعية الاستراتيجية.
- تنفيذ الأنشطة الفنية من المركز إلى المناطق؛ وتنفيذ الدعم الموضوعي لكافة العناصر التنظيمية داخل وزارة الدفاع.

## الهيكل التنظيمي
وزير الدفاع، بموجب المرسوم الرئاسي رقم 94/2022، هو رئيس وزارة الدفاع، والمساعد الرئيسي للرئيس في جميع الأمور المتعلقة بالدفاع الوطني، وله السلطة والسيطرة على وزارة الدفاع. ونظرًا لأن الدستور يمنح جميع السلطات العسكرية لمجلس النواب الشعبي والرئيس، فإن السلطة القانونية لوزير الدفاع مستمدة من سلطاتهما الدستورية. ونظرًا لأنه من غير العملي أن يشارك مجلس النواب الشعبي والرئيس في كل ما يتعلق بالدفاع الوطني، فإن وزير الدفاع والمسؤولين المرؤوسين للوزير يمارسون عمومًا سلطة الدفاع الوطني.
الهيكل التنظيمي لوزارة الدفاع في جمهورية إندونيسيا وفقًا للائحة الوزارية للدفاع رقم 1/2024 هو كما يلي:

### القيادة

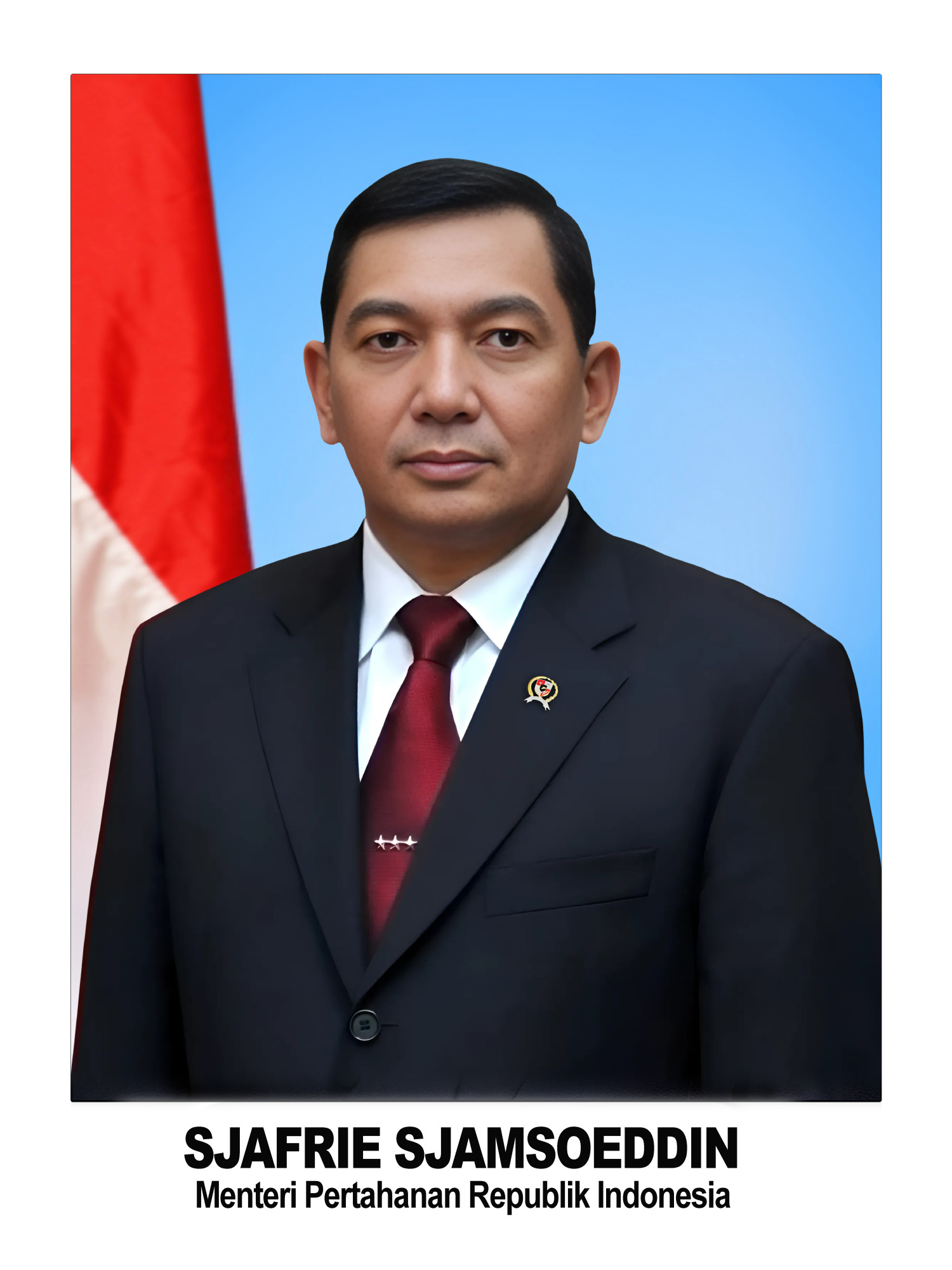
وزير الدفاع الحالي الفريق (المتقاعد) جعفري شمس الدين